# Цалкинские греки
Цалкинские греки — особая группа понтийских греков Грузии, компактно проживала преимущественно в Цалкском районе. Их самоназвание — урумы, который этимологически происходит от слова «римлянин» и обычно обозначает другую тюркоязычную этнолингвистическую группу греков.

## Происхождение
До переселения на территорию Тбилисской губернии, которая в то время была частью Российской Империи, цалкинские греки проживали в нагорьях северо-восточной части Оттоманской Империи. Основная масса переселенцев прибывала из районов Гюмюшхане (Аргируполис), Байбурт и Эрзерум. Карсская область, будучи зачастую частью Российской Империи, являлась перевалочным пунктом для многих греков, как предков цалкинских греков, так и других греков, спасавшихся от турецкого гнёта. Некоторые названия сёл Цалки сохраняют имена мест первопоселения.

## Территория размещения
Основная территория размещения цалкинских греков — южные районы Грузии, среди которых Цалкинский, Тетрицкаройский, Дманисский, Болнисский, Боржомский. Часть цалкинских греков проживает в соседних районах Армении.
В 1991 году грекам бывшего СССР разрешили выезд за границу. Начался массовый отъезд греков на историческую родину. Общая численность — около 200.000 человек (1 % от общей численности греков мира).

## Переселение
Первые переселенцы-греки появились в 1813 году в селе Цинцкаро Тетрицкаройского района. Здесь обосновались 17 фамилий греков. В 1829-30 годах образовались селения Верхнее и Нижнее Цинцкаро. Первые эллинофоны в Цалкинском районе появились в 1830-31 годах, основав в 1832 году село Санта. В 1854—1855 годах во время и после Крымской войны были переселены греки-эллинофоны с понтийского побережья в город Тетри-Цкаро, поселок Триалети (сёла Гумбати, Тарсони, Неон-Хараба), а также в Боржомское ущелье (село Цихисджвари). Особенность переселения заключалась в том, что оно осуществлялось с позволения и под присмотром российских властей целыми деревнями. Для греков выделялись места поселения, проводилась перепись населения и регистрация.

## Язык
Большинство цалкинских греков (70 % сел) уже не говорило на греческом языке к моменту переселения в Грузию. После завоевания Византийской Империи турками, они живя в абсолютном меньшинстве в Эрзурумском вилайете (составляя 1—2 % населения) постепенно, к 18 веку перешли на восточноанатолийский диалект турецкого языка, близкий к азербайджанскому. Интересен факт того, что в сёлах Цалки в периоды ее заселения многие греки были носителями понтийского диалекта греческого языка, поскольку переселялись с самого Понта, таковы были сёла: Санта, Нео-Хараба, Гумбати, Тарсон, Гуниакала, Бешташени, Имера, Хандо. Первые 4 села сохранили греческий язык, остальные перешли на турецкий спустя около 100 лет проживания в Цалке, поскольку практическая востребованность турецкого языка (окружающие районы Цалки были заселены карсскими и эрзерумскими армянами, азербайджанцами и турками-месхетинцами, использующими турецкий в качестве общего языка) заставила многих перейти на турецкий. Таким образом жители сёл Бешташени, Имера, Гуния-Кала, Хандо спустя сто лет перестали говорить на греческом языке. Самоназвание цалкинских греков «урум» происходит от греческого «ромеос» (в переводе грек-житель Римской/Византийской Империи).
Грузинский историк Николоз Джанашиа также отмечал, что греческое население Цалкинского района разговаривает преимущественно на восточноанатолийских диалектах турецкого языка.
По словам Пашаевой, на наречие цалкинцев значительное влияние оказали три языка: с одной стороны, азербайджанский, с другой — грузинский и русский.